# Nazionale femminile under 17 di calcio degli Stati Uniti d'America
La Nazionale Under-17 di calcio femminile degli Stati Uniti d'America è la rappresentativa calcistica femminile internazionale degli Stati Uniti d'America formata da giocatrici al di sotto dei 17 anni, gestita dalla Federazione calcistica degli Stati Uniti d'America (United States Soccer Federation - USSF).
Come membro della Confederation of North, Central America and Caribbean Association Football (CONCACAF) partecipa al campionato nordamericano di categoria, i risultati dei quali sono utilizzati per accedere o meno al campionato mondiale FIFA Under-17.
Presso un campionato mondiale, il miglior piazzamento della selezione è il secondo posto ottenuto a Nuova Zelanda 2008, perdendo dalle laureate campionesse della Corea del Nord 2-1 ai tempi supplementari.

## Partecipazioni ai tornei internazionali

### Piazzamenti al Campionato nordamericano Under-17
- 2008: Campione
- 2010: Terzo posto
- 2012: Campione
- 2013: Terzo posto
- 2016: Campione
- 2018: Campione
- 2022: Campione

### Piazzamenti ai Mondiali Under-17
- 2008: Secondo posto
- 2010: Non qualificata
- 2012: Fase a gironi
- 2014: Non qualificata
- 2016: Fase a gironi
- 2018: Fase a gironi
- 2022: Quarti di finale
- 2024: Terzo posto

## Selezionatori
- Erica Walsh (2004-2006)
- Kazbek Tambi (2006-2010)
- Mike Dickey (2010-2011)
- Albertin Montoya (2011-2012)
- B. J. Snow (2013-2017)
- Mark Carr (2017-2018)
- Tracey Kevins (2019-2021)
- Natalia Astrain (2021-)